# 鄭性模
鄭性模（1956年10月20日—），韓國男演員，1982年MBC招募第15期演員。

## 影視作品

### 電視劇
- 1985年：MBC《朝鮮王朝五百年－壬辰倭亂》飾演 臨海君
- 1990年：KBS《冬季外星人》
- 1991年：MBC《黎明的眼睛》
- 1995年：SBS《沙漏》
- 2000年：MBC《綁帶家族》
- 2001年：KBS《明成皇后》飾演 金炳冀
- 2001年：SBS《神話（朝鲜语：신화 (드라마)）》
- 2002年：SBS《大望》飾演 金平大君
- 2002年：KBS《張禧嬪》飾演 張希載
- 2002年：KBS《動物園的人們（朝鲜语：동물원 사람들）》飾演 鄭運鍾
- 2004年：MBC《英雄時代》飾演 國哲承
- 2005年：MBC《辛旽》飾演 李仁復
- 2006年：KBS《變江與你相遇》飾演 趙相鎮
- 2006年：KBS《再見先生》飾演 姜哲久
- 2007年：MBC《狗和狼的時間》飾演 徐榮吉
- 2008年：KBS《風之國》飾演 裴極
- 2009年：MBC《善德女王》飾演 金舒玄
- 2009年：KBS《全都給你》飾演 孔政吉
- 2010年：KBS《麵包王金卓求》飾演 韓勝才
- 2011年：MBC《階伯》飾演 尹忠
- 2012年：TV朝鮮《韓半島》飾演 趙國哲
- 2012年：MBC《武神》飾演 崔珦（朝鲜语：최향）
- 2012年：Channel A《再見，老婆》飾演 蘇容代
- 2013年：JTBC《宮中殘酷史－花的戰爭》飾演 金自點
- 2013年：MBC《帝王之女守百香》飾演 來宿
- 2014年：SBS《就要相愛》飾演 金尚裴
- 2014年：MBC《傲慢與偏見》飾演 烈武的爸爸
- 2015年：SBS《村莊：阿雉阿拉的祕密》飾演 徐昌權
- 2016年：MBC《Monster》飾演 魚慶錫
- 2017年：MBC《逆流》飾演 姜白山
- 2019年：KBS《讓我聆聽你的歌》飾演 張碩賢
- 2019年：MBC《全都是孔多利》飾演 趙室長（特別出演）
- 2020年：SBS《Penthouse》飾演 千明秀
- 2021年：MBC《第二任丈夫》飾演 尹大國
- 2022年：MBC《魔女的遊戲》飾演 柳基勛（特別出演）

### 電影
- 1986年：《首爾皇帝》
- 1988年：《成功的時代》
- 1992年：《每個人來坐末班車》
- 1995年：《指甲》
- 2002年：《4腳趾》
- 2004年：《安重根》
- 2004年：《托馬斯安》
- 2006年：《壟斷者》
- 2006年：《大富翁》
- 2008年：《神機箭》
- 2009年：《吻我，殺我》
- 2017年：《The King》
- 2022年：《警官之血》
- 2022年：《狩猎》

## 獲獎
- 1985年：MBC演技大賞最佳新人

## 外部連結
- NAVER （页面存档备份，存于）